# Rita Bell López Vences
Rita Bell López Vences (Oaxaca de Juárez, Oaxaca; 18 de octubre de 1978) es una jurista, funcionaria, académica y escritora mexicana. 
Es consejera del Instituto Nacional Electoral desde el 4 de abril de 2023, para el periodo 2023-2032.

## Perfil académico
Estudió la Licenciatura en Derecho en la Universidad Autónoma Benito Juárez de Oaxaca de 1996 a 2001, misma casa de estudios en donde también cursó la Maestría en Derecho Constitucional de 2015 a 2017, estando en proceso de obtención del título correspondiente.
De 2019 a 2021, cursó el Magíster en Dirección y Gestión Pública Local, en la Unión Iberoamericana de Municipalistas (Granada, España), obteniendo el título correspondiente en 2022.

## Carrera profesional
Se ha desempeñado como jefa de departamento en el Instituto de la Mujer Oaxaqueña de 2006 a 2009, así como Jefa del Departamento de Protección de Datos Personal y titular de la Unidad de Transparencia de la Comisión de transparencia y Acceso a la Información Pública y Protección de Datos Personales de Oaxaca de 2013 a 2014.
En 2014 tras la implementación de la reforma político electoral, fue designada por el Consejo General del INE como Consejera Electoral del Instituto Estatal Electoral y de Participación Ciudadana de Oaxaca por el periodo de 2014 a 2020.
El 13 de diciembre de 2022 la Cámara de Diputados (México) emitió la convocatoria para el registro de aspirantes para la designación de la Presidencia y tres Consejerías del Instituto Nacional Electoral, siendo el 26 de marzo de 2023, cuando el Comité Técnico de Evaluación comunicó la lista de los veinte finalistas para el proceso.
Debido a que no se pudo llegar a un consenso entre los distintos grupos parlamentarios de la Cámara, durante la madrugada del 31 de marzo de 2023 —fecha límite para que la Cámara de Diputados eligiera a los nuevos concejeros—, se acordó que los veinte finalistas serían elegidos por insaculación a través de cuatro quintetas.
Se insaculó a López Vences en la segunda quinteta, siendo designada para fungir como Consejera Electoral del Instituto Nacional Electoral para el periodo del 4 de abril de 2023 al 3 de abril de 2032.

## Obras publicadas
Ha colaborado como autora de diversos capítulos y artículos:
- Autora del artículo: Aprendizajes y resultados de las elecciones de sistemas normativos indígenas. Revista Ruta ciudadana del Instituto Electoral de Chihuahua. 2022.
- Autora de la investigación “Participación política de las mujeres. Una perspectiva comparada desde la experiencia subnacional. Los municipios de Oaxaca, México y Granada, España.” UIM 2019
- Autora del artículo “Los hombres que se aferraron al poder” para la revista Voz y Voto. Publicación mensual de Nuevo Horizonte Editores S.A. de C.V. 2019.
- Autora del artículo “La universalidad del sufragio en los sistemas normativos indígenas desde la participación política de las agencias municipales” para la revista electrónica Altocontraste. IEEAGS. 2019
- Autora del capítulo “Avances y retos en la participación política de las personas trans”, dentro de la obra Desafíos de la democracia incluyente. IEEQ 2018.
- Autora del capítulo “Universalidad del sufragio y participación política de las mujeres en los sistemas normativos indígenas en el estado de Oaxaca”, dentro de la obra Diálogos democráticos. IEEQ 2018.
- Autora del artículo “El ganador es… el abstencionismo” para la revista Voz y Voto. Publicación mensual de Nuevo Horizonte Editores S.A. de C.V. 2019 .
- Autora del capítulo “Elecciones Oaxaca 2016” en la obra “Elecciones bajo nuevas reglas. Cambios y continuidades en los comicios locales. México 2016”. Benemérita Universidad Autónoma de Puebla y Benemérita Universidad Autónoma de Aguascalientes. 2017.
- Autora del capítulo “Violencia política hacia las mujeres indígenas en los municipios de Oaxaca”. En Cuando hacer política de cuesta la vida. Estrategias contra la violencia política hacia las mujeres en América Latina. Instituto de Investigaciones Jurídicas de la Universidad Autónoma de México. 2017.
- Autora del artículo “¿La paridad de género está en riesgo frente a la reelección?” para la revista e-lectores, editada y publicada por la Sala Regional Monterrey del Tribunal Electoral del Poder Judicial de la Federación. 2017.

## Proyectos de investigación ejecutados
- Diseño y facilitación del curso “Los Derechos Políticos-electorales de las Mujeres Indígenas”. Escuela Judicial Electoral del TEPJF. Diciembre de 2022.
- Investigadora en “Estudio para la elaboración de un programa integral de prevención de la Violencia Política contra las Mujeres en razón de Género”. UNAM. 2022
- Coordinadora del proyecto “Buscadoras de la paridad” Implementación de la paridad en los Municipios de Sistemas Normativos Indígenas en el Estado de Oaxaca. INE. 2022
- Coordinadora del Proyecto “Paridad que no llega. Análisis de la paridad efectiva de cargos de elección popular a nivel municipal y el impacto de las decisiones jurisdiccionales”. UNOPS y TEPJF. 2021
- Coordinadora del Seminario: “Procesos electorales bajo los Sistemas Normativos Indígenas 2019”. IEEPCO y Sala Regional Xalapa, TEPJF. Febrero 2020
- Co-coordinadora del “Diplomado en Mercadotecnia de Gobierno: Mujeres en el ejercicio del poder”. MUPI A.C., AMCEE A.C., IEEPCO, UNIVAS. 2019
- Co-coordinadora del “Pilotaje de las Guía de Participación para Niñas y Niños y la Guía de Participación para Adolescentes. UNICEF, SIPPINA, IEEPCO.